# Leon Spinks
Leon Spinks, född 11 juli 1953 i Saint Louis, Missouri, död 5 februari 2021 i Henderson, Nevada, var en amerikansk boxare som höll VM-titeln i tungvikt under sju månader 1978 efter att överraskande vunnit den efter en poängseger mot Muhammad Ali. Han var bror till tillika före detta tungviktsmästaren Michael Spinks och tillsammans var de de första bröderna i historien som båda innehaft tungviktstiteln.

## Boxningskarriär
Efter att ha vunnit OS-guld i lätt tungvikt 1976 (lillebror Michael vann guld i mellanvikt) fick han redan i sin sjunde proffsmatch chansen att möta tungviktsmästaren Muhammad Ali 15 februari 1978. Spinks vann mycket överraskande på poäng. WBC fråntog honom dock titeln efter att han vägrat möta Ken Norton. The ring magazine rankade honom emellertid fortfarande som den riktige mästaren. Istället blev det en returmatch mot Ali 15 september 1978 som nu bara gällde WBA-titeln. Denna gång vann Ali en överlägsen poängseger och blev därmed den förste tungviktaren att bli världsmästare tre gånger. 1981 mötte Spinks WBC-mästaren Larry Holmes men mästaren vann enkelt på KO i rond 3. 

### Slutet
Efter denna match gick karriären snabbt utför. Spinks gick aldrig någon mer VM-match och han spenderade snabbt alla vinstpengarna.

## Utanför ringen
Spinks levde efter karriären under större delen fram till sin död ett tillbakadraget liv i en småstad i Nebraska, USA.

### Webbsidor
- Spinks på boxrec.com